# سنگچین‌صالح
سنگچین‌صالح، روستایی از توابع بخش مرکزی شهرستان گیلانغرب در استان کرمانشاه ایران است
مردم روستا به زبان کردی و گویش کلهری تکلم میکنند. 
شغل مردم این روستا اغلب کشاورزی ،دامپروری و زراعت می باشد.
اهالی روستا با اهالی روستای  به آباد صالح رابطه خویشاوندی داشته که همین امر موجب شکل گیری طایفه صالح شده است.

## دین و مذهب
دین همه مردم روستا اسلام بوده و مذهب آنها  شیعه اثنی عشری می باشد.

## جمعیت
این روستا در دهستان چله قرار دارد و براساس سرشماری مرکز آمار ایران در سال ۱۳۸۵، جمعیت آن ۲۲۲ نفر (۴۹خانوار) بوده‌است.